# Radio Yerevan
Le barzellette di Radio Yerevan (o Radio Erevan) sono una serie di divertenti racconti molto popolari nell'Unione Sovietica e nei paesi dell'Est europeo nel corso della seconda metà del XX secolo. Le storielle si basano su un rapporto di domanda e risposta tra ascoltatori e radio. Al centro delle barzellette vi era il sistema sovietico, i leader dell'URSS, nonché la stessa Armenia di cui Erevan è la capitale.

## Esempi
- Qui Radio Yerevan. Un ascoltatore ci ha domandato: "Che cosa c'è di permanente in Unione Sovietica?". Risposta: "I problemi temporanei".